# دانشگاه اپک
دانشگاه اپک (به لاتین: Universidad APEC) یک دانشگاه در جمهوری دومینیکن است که در سانتو دومینگو واقع شده‌است.